# WKW Tor
O WKW Tor (Tório), ou anteriormente WKW Wilk (Lobo), é um fuzil antimaterial e/ou de precisão moderno produzido na Polônia pela Zakłady Mechaniczne Tarnów. A abreviação "WKW" significa Wielkokalibrowy Karabin Wyborowy (Fuzil de Precisão de Grande Calibre). O fuzil recebeu inicialmente o nome provisório de Wilk, mas após a conclusão do desenvolvimento, recebeu o nome definitivo de Tor. Este fuzil foi desenvolvido entre 2000 e 2004, e as primeiras unidades selecionadas do Exército Polonês aparentemente receberam fuzis Tor por volta de 2005.
O WKW Tor utiliza uma ação de ferrolho rotativo operada manualmente, com configuração bullpup. É alimentado por carregadores destacáveis de 7 munições e é equipado com um bipé dobrável e ajustável e um monopé traseiro ajustável. O equipamento de mira padrão é uma mira telescópica Schmidt & Bender X3−12 P/MII, que é colocada em trilhos Picatinny acima do receptor.

## Galeria

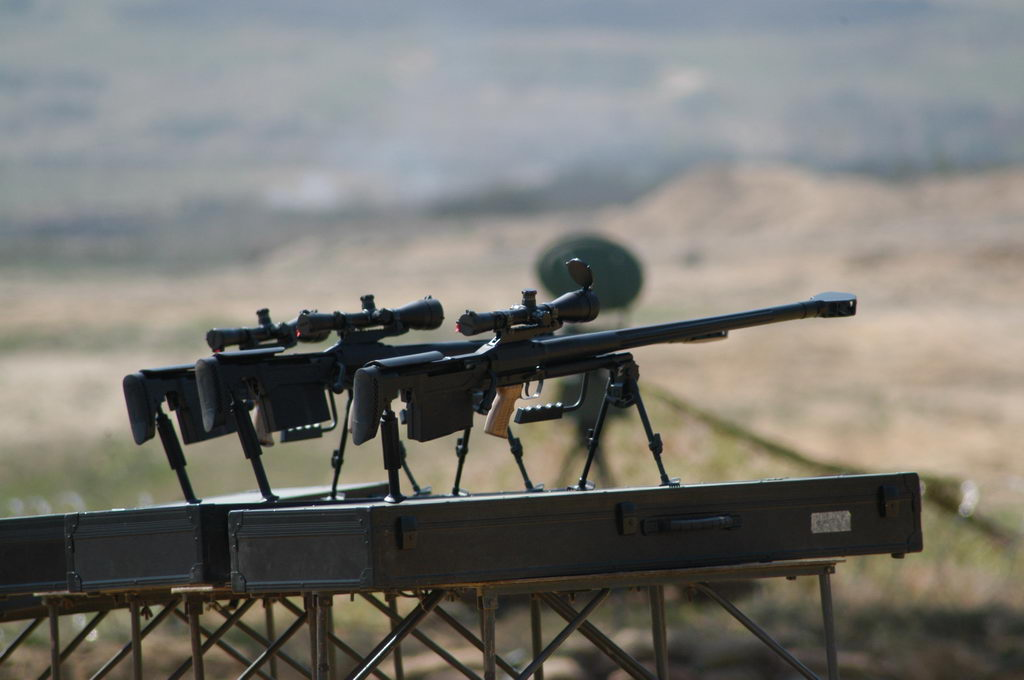
Três fuzis Tor 12,7 mm em um campo de tiro
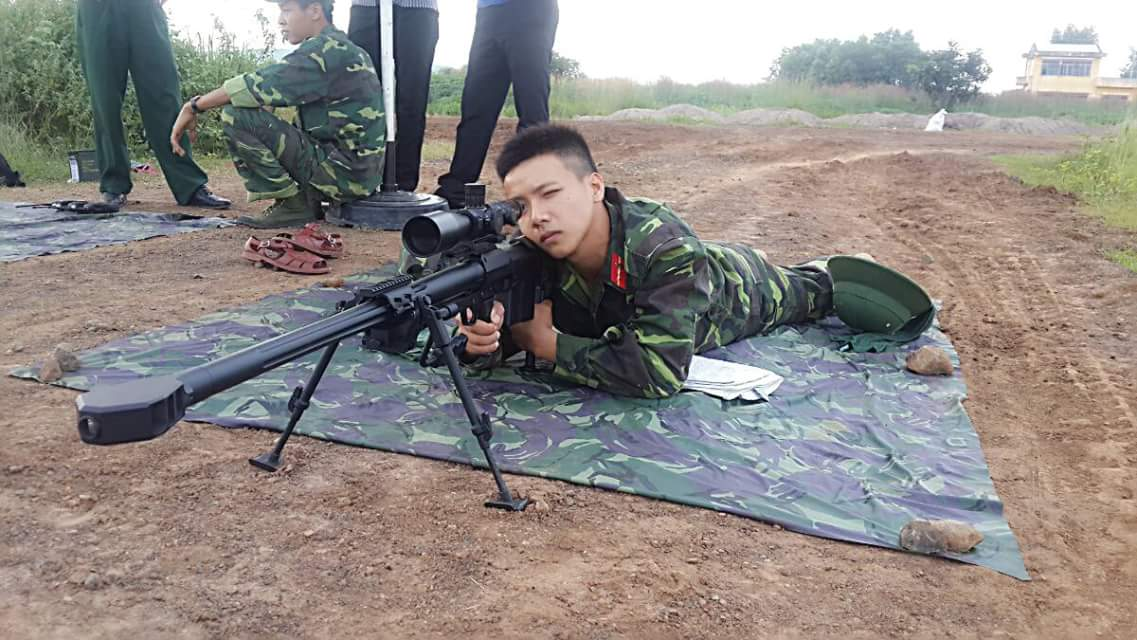
Soldado vietnamita atirando com WKW Tor

## Operadores
- Polónia: Cerca de 80 unidades compradas.
- Arábia Saudita: Cerca de 15 unidades compradas.
- Ucrânia: Quantidade desconhecida doada pela Polônia.[1]
- Vietname: Cerca de 50 unidades compradas.